# قنبلة خرسانية

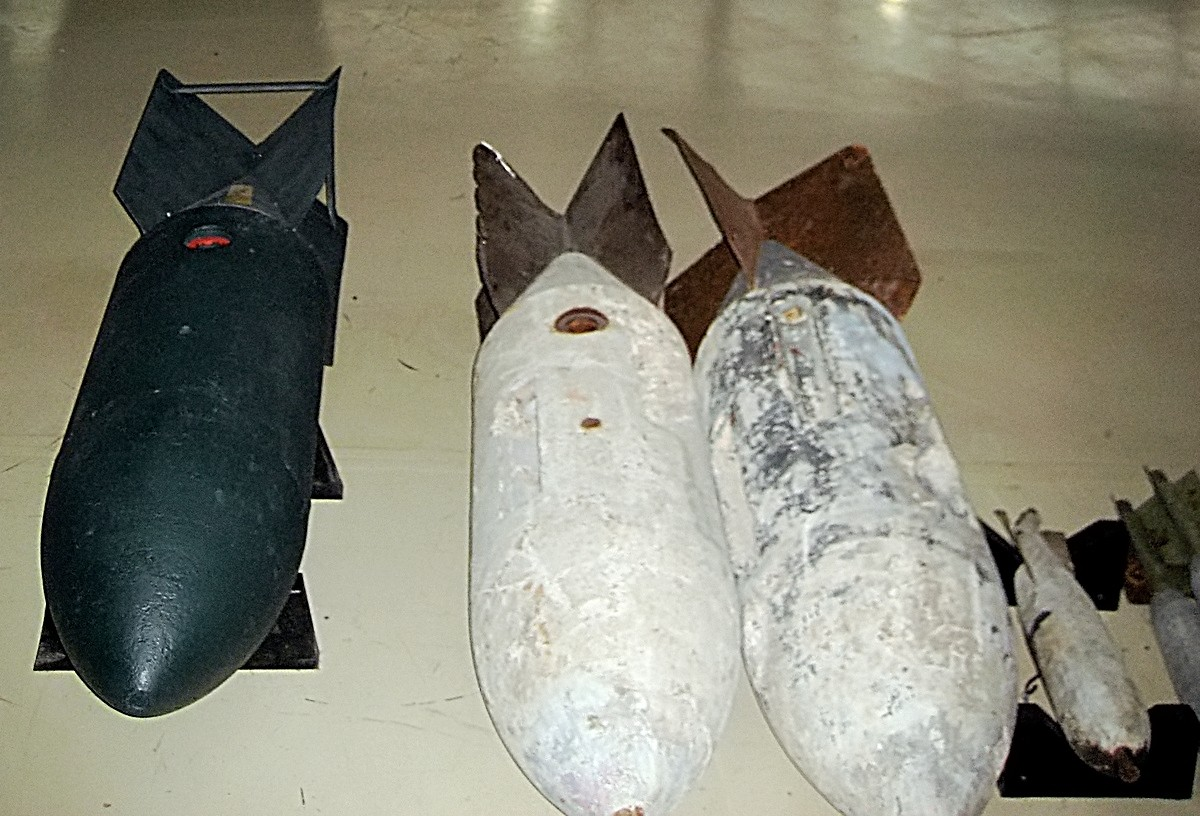
القنابل الألمانية خلال الحرب العالمية الثانية

القنبلة الخرسانية هي عبارة عن قنبلة جوية تحتوي على مواد كثيفة وخاملة (خرسانية نموذجية) بدلاً من المتفجرات. يتم تدمير الهدف باستخدام الطاقة الحركية للقنبلة المتساقطة. هذه الأسلحة لا يمكن نشرها عمليا إلا عند تكوينها كقنبلة موجهة بالليزر أو أي شكل آخر من القنبلة الذكية ، حيث أن الضربة المباشرة على هدف صغير مطلوب لإحداث ضرر كبير. وهي تستخدم عادة لتدمير المركبات العسكرية والقطع المدفعية في المناطق الحضرية من أجل تقليل الأضرار الجانبية والخسائر في صفوف المدنيين.
كما يمكن استخدام القنابل الخرسانية الموجهة أو غير الموجهة لتدريب الطيارين والموظفين الأرضيين وذلك بسبب مزايا التكلفة (عدم وجود متفجرات أو صهر) وسهولة تحديد نقطة التأثير بدقة وتقليل نطاق أضرار القصف وزيادة السلامة (بمجرد قنبلة تضرب الأرض وهي عبارة كتلة خاملة من الخرسانة). تستخدم القنابل الخرسانية أيضا في اختبار وتقييم الطائرات والقنابل.
استخدمت الولايات المتحدة وفرنسا قنابل خرسانية خلال نزاع مناطق حظر الطيران خلال التدخل العسكري عام 2011 في ليبيا.